# Felix culpa

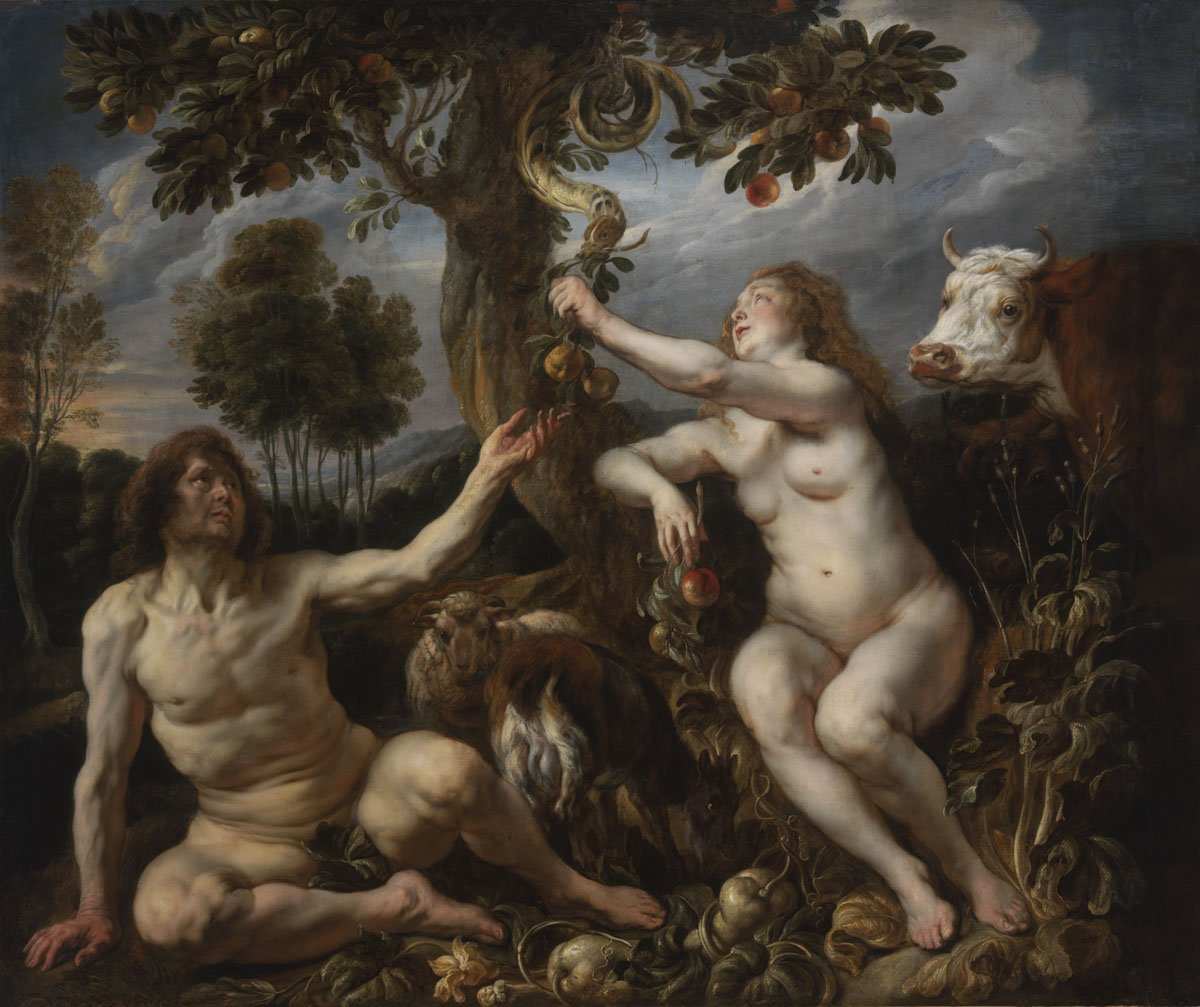
De zondeval (c. 1675) - Jacob Jordaens

Felix culpa is een Latijnse uitspraak die vooral gebruikt wordt in de katholieke traditie. Vertaald naar het Nederlands betekent het zoiets als 'gelukkige schuld', 'gezegende fout', of 'voorspoedige val'.

## Theologische duiding
Als theologisch concept duidt de felix culpa op een manier van het begrijpen van de zondeval. Het duidt op een schijnbare paradox: aan de ene kant de dramatische zondeval en het lijden dat ermee gepaard gaat; aan de andere kant hetgeen de zondeval ons gebracht heeft, namelijk Jezus Christus: de verlosser.
De term wordt vaak gebruikt in het zogenaamde Exsultet; de paaslof. Hierin luidt de context van de gezegende fout:
O felix culpa, quæ talem ac tantum méruit habére Redemptórem!
Dit betekent zoiets als: 'O waarlijk gelukkige schuld, waardoor wij zo’n geschikte verlosser hebben gekregen!'